# Bibby-Ste-Croix
 (mars 2025).
Motif : Où sont les sources permettant de démontrer l'admissibilité de cette entreprise sur Wikipédia ?
- Archive Wikiwix
- Bing
- Cairn
- DuckDuckGo
- E. Universalis
- Gallica
- Google
- G. Books
- G. News
- G. Scholar
- Persée
- Qwant
- (zh) Baidu
- (ru) Yandex
- (wd) trouver des œuvres sur Wikidata

| 1. | Préciser le motif de la pose du bandeau. | Précisez le motif de la pose du bandeau en utilisant la syntaxe suivante : {{admissibilité à vérifier\|date=mars 2025\|motif=remplacez ce texte par le motif}}                       |
| 2. | Informer les utilisateurs concernés.     | Pensez à avertir le créateur de l'article, par exemple, en insérant le code ci-dessous sur sa page de discussion : {{subst:avertissement admissibilité à vérifier\|Bibby-Ste-Croix}} |

Bibby-Ste-Croix est une entreprise spécialisée en conception, fabrication et commercialisation de certains types de fonte. Elle a son siège social à Sainte-Croix (Québec). C'est une division de Canada Pipe, située à Hamilton, qui appartient à McWane (en), de Birmingham (Alabama). McWane est une entreprise d’envergure mondiale comptant près de 6000 employés travaillant dans 12 usines, 13 fonderies et 27 points de distribution à travers le monde. 
Productions et produits :
Bibby Ste-Croix se distingue comme une fonderie d’envergure au Canada, avec une production annuelle dépassant les 40 000 tonnes de fonte grise, soit 12 % de la production nationale. Son engagement envers l’environnement se reflète dans l’utilisation exclusive de matériaux recyclés pour la fabrication de cette fonte.
En parallèle, l’entreprise produit chaque année plus de 5 000 tonnes de fonte ductile, consolidant ainsi sa position de leader dans plusieurs secteurs. Elle joue un rôle clé dans le domaine de la plomberie grâce à la fabrication de tuyaux et de raccords pour l’adduction d’eau, tout en contribuant aux infrastructures municipales avec la production de pièces de voirie. Son expertise s’étend également au secteur industriel, où elle conçoit divers produits spécialisés, notamment des contrepoids, des boîtiers de pompe et des enveloppes de protection pour les câbles sous-marins.
Fermeture d'une fonderie à Montérégie :
La fonderie Laperle, établie en 1800 à Saint-Ours en Montérégie, a récemment cessé ses activités, entraînant la perte de 90 emplois.  Fondée au début du XIXᵉ siècle, cette fonderie a joué un rôle essentiel dans le développement industriel de la région, contribuant à la fabrication de divers produits métalliques au fil des décennies. Sa longévité témoigne de son adaptation aux évolutions technologiques et aux besoins changeants du marché. Cependant, malgré son riche héritage et son importance locale, des défis contemporains tels que la mondialisation, la concurrence accrue et les pressions économiques ont conduit à sa fermeture. Cette cessation d'activité marque la fin d'une ère pour Saint-Ours, rappelant l'importance de préserver le patrimoine industriel tout en s'adaptant aux réalités économiques actuelles.